# Alois Schnabel
Alois Schnabel, avstrijski rokometaš, * 27. februar 1910, † 20. september 1982.
Leta 1936 je na poletnih olimpijskih igrah v Berlinu v sestavi avstrijske rokometne reprezentance osvojil srebrno olimpijsko medaljo.